# Гармаш Денис Вікторович
Дени́с Ві́кторович Гарма́ш (нар. 19 квітня 1990, селище Мілове, Ворошиловградська область, Українська РСР, СРСР) — український футболіст, півзахисник. Колишній гравець збірної України.

## Клубна кар'єра
Народився в селищі Мілове (за іншими даними у селі Зориківка) Ворошиловградської області. Батько займався легкою атлетикою. Вихованець луганського ЛВУФК. Три роки грав за дитячу команду 1990 року народження. У 2005 році в дитячо-юнацькій футбольній лізі України виступав за донецький «Олімпік». Після однієї з ігор ДЮФЛ його запросив Олександр Петраков до столичного РВУФК, туди він перейшов у 2006 році, а вже за рік перейшов до структури «Динамо» (Київ).

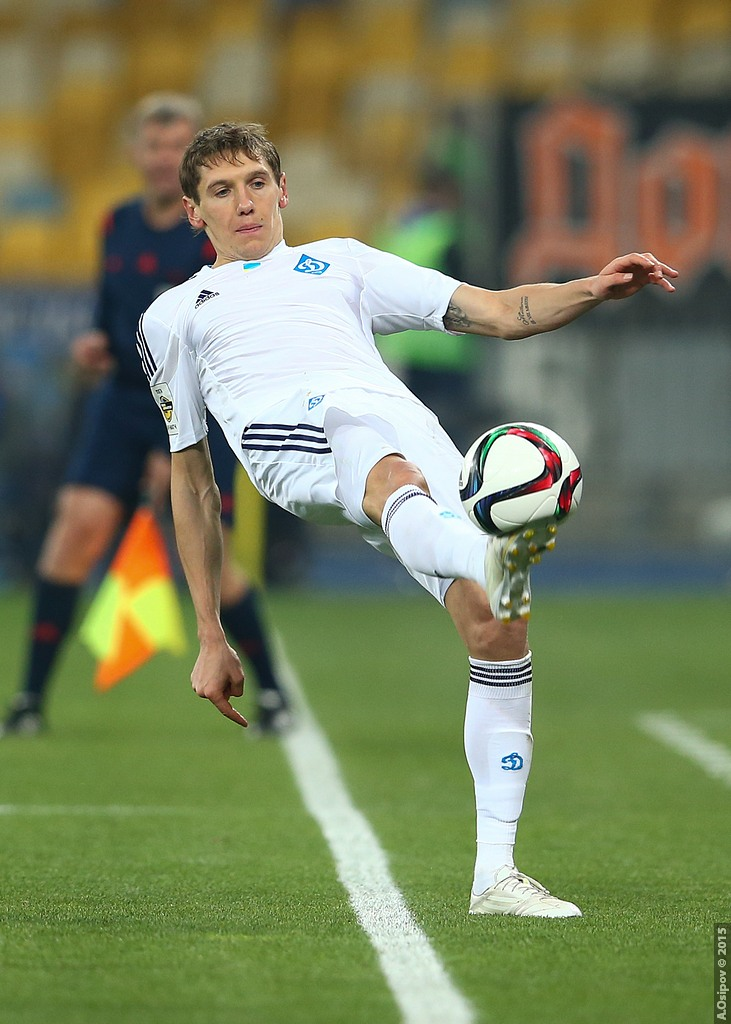
Денис Гармаш під час виступів за «Динамо» (Київ). 17 жовтня 2015 року.

Дебютував за команди динамівського клубу 10 квітня 2007 року у матчі другої ліги чемпіонату України «Єдність» (Плиски) — «Динамо-3» (2:1). У дебютному матчі у першій лізі за другу команду «Динамо» 29 липня 2007 року (перемога 5:0 на «Дністром» (Овідіополь)) відзначився забитим голом. Всього провів 7 ігор у «Динамо-3», а також 55 ігор за «Динамо-2».
У сезоні 2007/08 тричі потрапляв до заявки «Динамо» на матчі вищої ліги, однак на поле в матчах чемпіонату так і не виходив. Натомість у вересні 2007 року вийшов на заміну замість Аїли Юссуфа в товариській зустрічі на 80-річчя клубу проти італійського «Мілана» (2:2). Після матчу президент «Мілана» Адріано Галліані відзначив його гру. В офіційному матчі за «Динамо» Гармаш дебютував 31 жовтня 2007 року в кубковому матчі проти сімферопольського «ІгроСервіса» (4:1). Дебютував у вищій лізі у складі основної команди «Динамо» 31 серпня 2009 року у грі проти донецького «Металурга» (3:1).
У січні 2020 року був відданий в піврічну оренду турецькому «Різеспору». 27 січня 2020 року забив дебютний гол у чемпіонаті Туреччини. Загалом до кінця сезону він зіграв за клуб 16 ігор і забив 3 голи, а в серпні повернувся до «Динамо». Після повернення з Туреччини він підтримував форму з «Динамо», але клуб не вносив його в заявку. Командна фотосесія перед сезоном також пройшла без Дениса, втім в останній день трансферного вікна 6 жовтня Гармаш був внесений в заявку киян на сезон 2020/21 української Прем'єр-ліги. 30-річний гравець отримав 19-й номер.

## Виступи за збірні
Викликався до збірних команд України різних вікових категорій. Дебют у формі збірної — 27 лютого 2007 року у матчі збірної України U-18 проти кіпрських однолітків (нічия 0:0). 17 листопада того ж року, у 17-річному віці відіграв матч за молодіжну збірну України U-21 проти «молодіжки» Ліхтенштейну (перемога 5:0).
У складі збірної України U19 — чемпіон Європи 2009 року. Під час фінальної частини чемпіонату, що проходила у Донецьку і Маріуполі, взяв участь в усіх 5 матчах збірної України на турнірі. Відзначився трьома забитими голами, ставши таким чином головним бомбардиром української збірної на змаганнях. За нічийного рахунку 1:1 у півфінальному матчі проти збірної Сербії відзначився дублем, забезпечивши остаточну перемогу своєї команди (3:1). А у фінальному матчі проти англійців (остаточний рахунок 2:0) створив перевагу збірної України у рахунку вже на п'ятій хвилині матчу точним ударом після розіграшу кутового удару.
У складі молодіжної збірної України був учасником фінального етапу молодіжного чемпіонату Європи 2011 року, в рамках якого взяв участь у двох з трьох матчів команди на турнірі.
За національну збірну України дебютував 7 жовтня 2011 року в товариському матчі проти збірної Болгарії (3:0). Вийшов на матч у стартовому складі та відіграв весь перший тайм (у перерві був замінений).
Після ще чотирьох виступів у товариських матчах Гармаш був включений до заявки на домашній чемпіонат Європи 2012 року. Там він зіграв в останній грі групового етапу проти Англії, який Україна програла з рахунком 0:1 та вибула з турніру.
Він також був у складі збірної України на наступному чемпіонаті Європи 2016 року у Франції. Тут Денис також лише одного разу вийшов на поле, в грі проти національної збірної Північної Ірландії 16 червня 2016 року, замінивши на 76 хвилині партнера по «Динамо» Сергія Сидорчука. Ця гра була програна, як і дві інші, і Україна вибула з турніру на груповому етапі.
| Дата       | Місто       | Господарі  | Результат | Гості             | Турнір            | Голи | Примітки |
| ---------- | ----------- | ---------- | --------- | ----------------- | ----------------- | ---- | -------- |
| 7-10-2011  | Київ        | Україна    | 3 – 0     | Болгарія          | товариський матч  | -    | 46'      |
| 11-10-2011 | Таллінн     | Естонія    | 0 – 2     | Україна           | товариський матч  | -    | 46'      |
| 15-11-2011 | Львів       | Україна    | 2 – 1     | Австрія           | товариський матч  | -    | 46'      |
| 29-2-2012  | Петах-Тіква | Ізраїль    | 2 – 3     | Україна           | товариський матч  | -    | 76'      |
| 5-6-2012   | Інгольштадт | Туреччина  | 2 – 0     | Україна           | товариський матч  | -    | 46'      |
| 19-6-2012  | Донецьк     | Англія     | 1 – 0     | Україна           | ЧЄ 2012           | -    | 78'      |
| 15-8-2012  | Львів       | Україна    | 0 – 0     | Чехія             | товариський матч  | -    | 72'      |
| 11-9-2012  | Лондон      | Англія     | 1 – 1     | Україна           | Відбір до ЧС 2014 | -    |          |
| 12-10-2012 | Кишинів     | Молдова    | 0 – 0     | Україна           | Відбір до ЧС 2014 | -    | 60'      |
| 14-11-2012 | Софія       | Болгарія   | 0 – 1     | Україна           | товариський матч  | -    |          |
| 6-2-2013   | Севілья     | Норвегія   | 0 – 2     | Україна           | товариський матч  | -    | 64'      |
| 22-3-2013  | Варшава     | Польща     | 1 – 3     | Україна           | Відбір до ЧС 2014 | -    |          |
| 2-6-2013   | Київ        | Україна    | 0 – 0     | Камерун           | товариський матч  | -    | 76'      |
| 7-6-2013   | Подгориця   | Чорногорія | 0 – 4     | Україна           | Відбір до ЧС 2014 | 1    | 69'      |
| 5-3-2014   | Ларнака     | Україна    | 2 – 0     | США               | товариський матч  | -    | 46'      |
| 22-5-2014  | Київ        | Україна    | 2 – 1     | Нігер             | товариський матч  | -    | 46'      |
| 27-3-2015  | Севілья     | Іспанія    | 1 – 0     | Україна           | Відбір до ЧЄ 2016 | -    | 76'      |
| 31-3-2015  | Львів       | Україна    | 1 – 1     | Латвія            | товариський матч  | -    | 46'      |
| 9-6-2015   | Лінц        | Грузія     | 1 – 2     | Україна           | товариський матч  | -    | 46'      |
| 14-6-2015  | Львів       | Україна    | 3 – 0     | Люксембург        | Відбір до ЧЄ 2016 | 1    | 46'      |
| 5-9-2015   | Львів       | Україна    | 3 – 1     | Білорусь          | Відбір до ЧЄ 2016 | -    |          |
| 12-10-2015 | Київ        | Україна    | 0 – 1     | Іспанія           | Відбір до ЧЄ 2016 | -    | 58'      |
| 14-11-2015 | Львів       | Україна    | 2 – 0     | Словенія          | Відбір до ЧЄ 2016 | -    | 80'      |
| 17-11-2015 | Марибор     | Словенія   | 1 – 1     | Україна           | Відбір до ЧЄ 2016 | -    | 61'      |
| 24-3-2016  | Київ        | Україна    | 1 – 0     | Кіпр              | товариський матч  | -    | 46'      |
| 28-3-2016  | Київ        | Україна    | 1 – 0     | Уельс             | товариський матч  | -    |          |
| 3-6-2016   | Бергамо     | Албанія    | 1 – 3     | Україна           | товариський матч  | -    | 46'      |
| 16-06-2016 | Ліон        | Україна    | 0 – 2     | Північна Ірландія | ЧЄ 2016           | -    | 76'      |
| 6-10-2017  | Шкодер      | Косово     | 0 – 2     | Україна           | Відбір до ЧС 2018 | -    |          |
| 9-10-2017  | Київ        | Україна    | 0 – 2     | Хорватія          | Відбір до ЧС 2018 | -    | 66'      |
| 11-11-2021 | Одеса       | Україна    | 1 – 1     | Болгарія          | товариський матч  | -    | 78'      |
| Усього     |             | Матчів     | 31        |                   | Голів             | 2    |          |

## Досягнення

### У складі «Динамо» Київ
- Чемпіонат України:
  - Чемпіон (3): 2014/15, 2015/16, 2020/21
  - Срібний призер (3): 2009/10, 2010/11, 2011/12
  - Бронзовий призер: 2012/13
- Кубок України:
  - Володар (4): 2013/14, 2014/15, 2019/20, 2020/21
- Суперкубок України:
  - Володар (4): 2011, 2016, 2018, 2019

### У складі збірної України
- Чемпіон Європи (U-19): 2009
- Найкращий бомбардир чемпіонату Європи серед юніорів: 2009
- Учасник молодіжного чемпіонату Європи: 2011
- Учасник Євро-2012, Євро-2016